# Chlorion viridicoeruleum
Chlorion viridicoeruleum là một loài côn trùng cánh màng trong họ Sphecidae, thuộc chi Chlorion. Loài này được Lepeletier de Saint Fargeau and Audinet-Serville miêu tả khoa học đầu tiên năm 1828.